# Гопліти

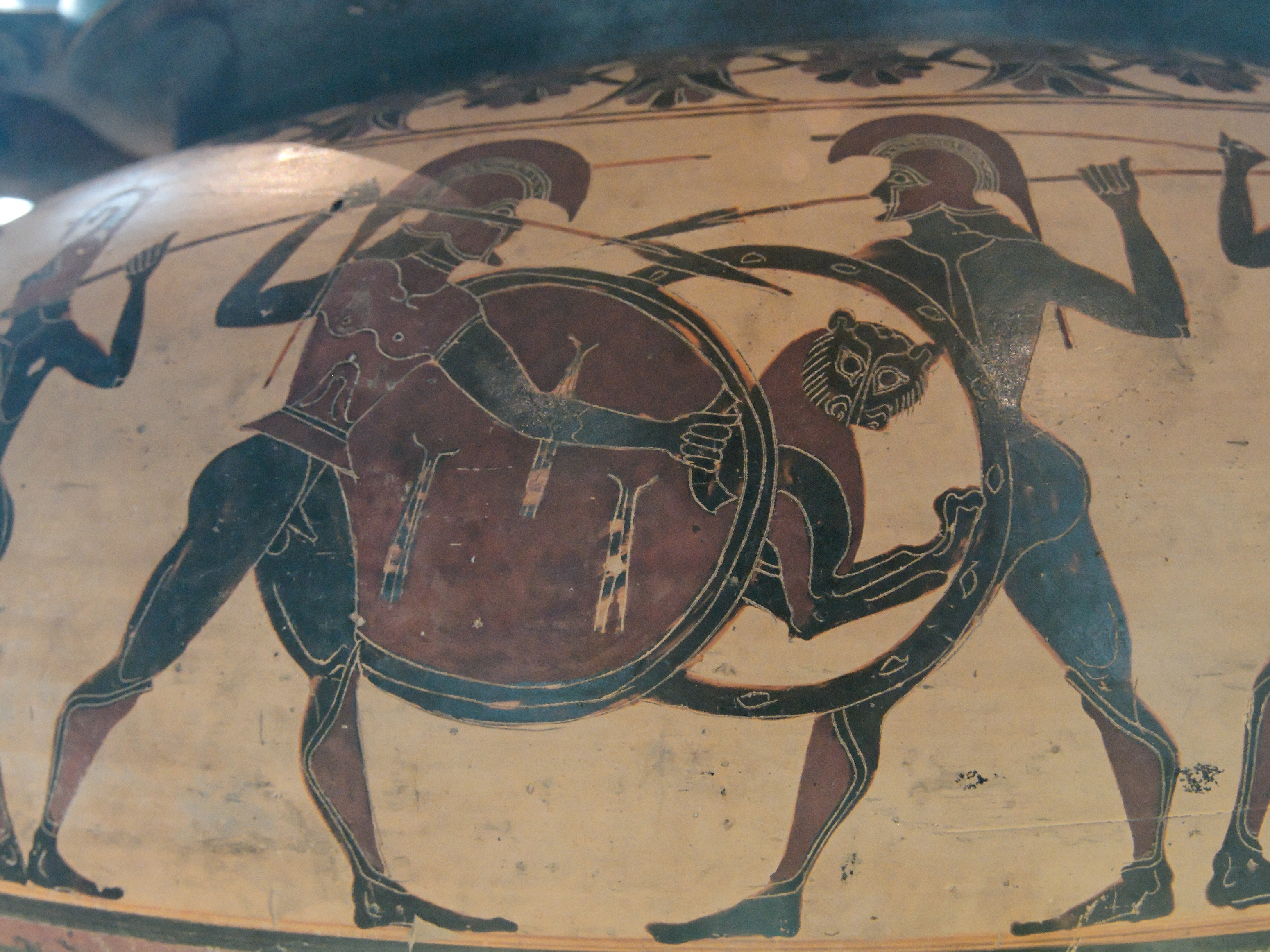
Гопліти на давньогрецькому кратері, датованому близько 600 року до н. е. Лувр, Париж

Гоплі́ти (грец. όπλιται) — давньогрецькі піші воїни з важким озброєнням, що складали, після переселення дорійців, важливу частину війська. Назва походить від важкого щита гоплону..

## Тактика

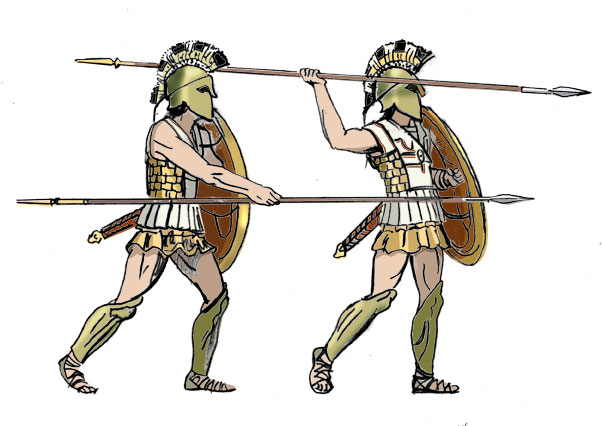
Два атакувальних прийоми гоплітів — з різним положенням списа

Вони билися замкненими рядами — фалангами. Озброєння їх, пристосоване тільки до рукопашного бою, складалося зі довгого списа-дорі, великого круглого щита (аспіса або гоплона, звідти і їхня назва) та меча (ксифоса або махайри). Крім того, гопліти носили мідний панцир, шолом. Усе озброєння важило близько 20 кг. Отож, в поході частину озброєння носили за гоплітів їхні раби.

## Стан
У Спарті гопліти були громадянами. У афінян, за наказом Солона, тільки громадяни перших трьох класів набиралися в гопліти, адже утримувати себе, зокрема, купувати усі обладунки, гопліти мали за власний кошт. Тому після греко-перських воєн, через збіднілість, серед гоплітів з'явились найманці.
У македонському війську гопліти називалися фалангітами (від фаланга): це були вільні македоняни, але не знатного класу. Їхнє озброєння складалося з круглого щита, шкіряного панцира з мідною оббивкою, круглого капелюха. Крім того, вони мали короткий меч та так званий македонський спис (сариса).

## Спорядження
До практики забезпечення воїнів зброєю своїм коштом грецькі держави перейшли ближче до кінця класичного періоду. До того часу громадяни-гопліти повинні були самі піклуватися про своє озброєння, хоча комплект зброї коштував досить дорого. Наприкінці VI століття до н. е. в Афінах було прийнято закон, згідно з яким поселенці на Саламіні повинні були забезпечувати себе обладунками вартістю 30 драхм. Дана сума дорівнювала місячному доходу тогочасного ремісника. При цьому дорога зброя передавалася від батька до сина. У Стародавній Греції виробництво зброї було зосереджене у великих містах, а невеличкі селища озброювалися за рахунок імпорту. За Перикла в Афінах було організовано майстерню з виготовлення щитів, у ній працювало більше 120 рабів, не враховуючи вільних громадян, це було найбільше виробництво античної Греції.

### Озброєння

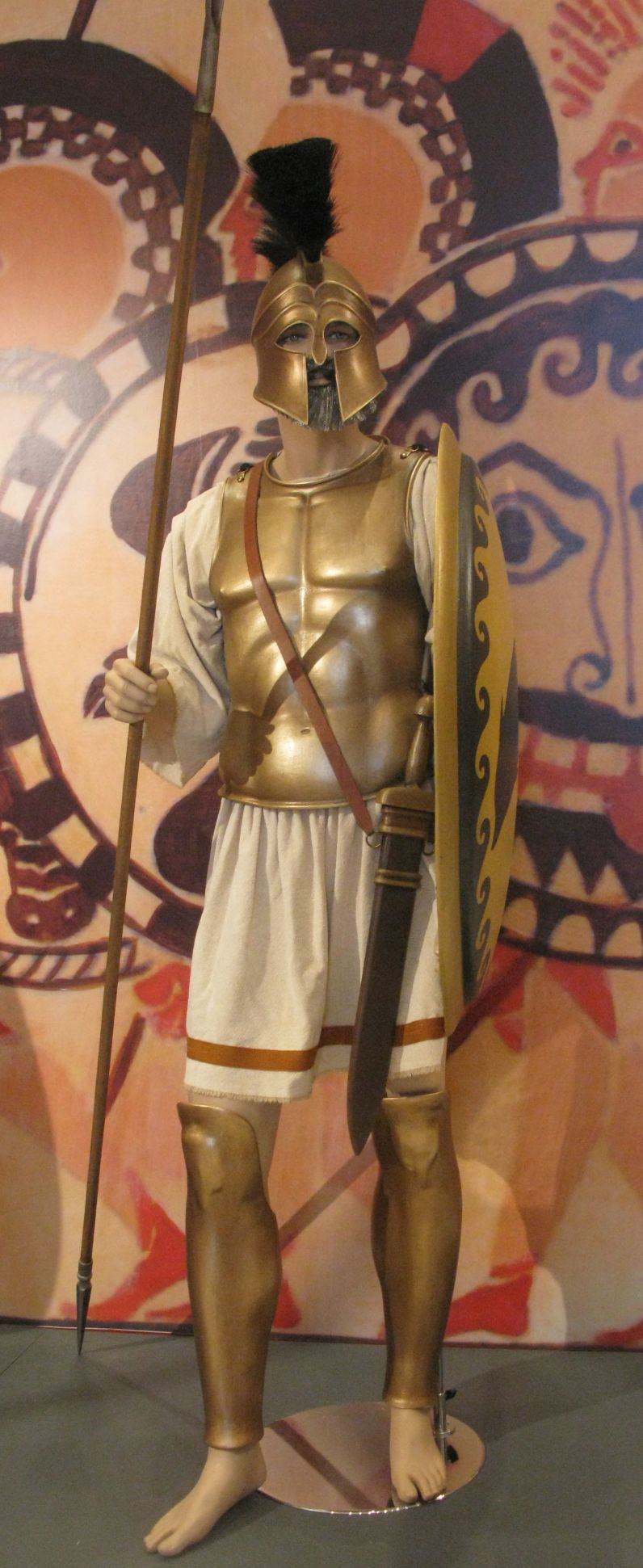
Спорядження афінського гопліта: анатомічна кіраса, коринфський шолом, поножі, щит-аспіс, спис-дорі, меч-ксифос. Фігура з виставки, присвяченої Марафонській битві, Афіни, Греція

Повний комлект озброєння та захисного спорядження гопліта мав назву «паноплія» (πανοπλία) і складався зі списа, щита, меча, металевого або лляного панцира, шолома та поножів. До середини V ст. уживалися й наручі.
- Дорі (δόρυ) — триметровий спис. Також зоветься ксистон.
- Аспіс (ἀσπίς) — опуклий круглий щит. Часто зоветься «гоплон».
- Ксифос (ξίφος) — прямий меч з листоподібним клинком або махайра (μάχαιρα) — меч з вигнутим клинком.

### Обладунки
- Анатомічна кіраса (θώραξ στάδιος або στατός) — панцир з рельєфним зображенням м'язів;
- Ліноторакс (λινοθώραξ) — панцир з кількох шарів лляної тканини;
- Шолом (κράνος). За різних часів гопліти використовували різні типи шоломів («коринфський», «аттичний», «беотійський» та ін.;
- Поручі (χεῖρε, χεῖρες) — пластини для захисту рук. Гопліти уживали їх до середини V ст.;
- Птеруги (πτέρυγε, πτέρυγες) — шкіряні смуги для захисту стегон;
- Поножі (κνημῖδες) — пластини для захисту ніг.

## Інше
- Гопломах (лат. hoplomachus) — тип давньоримського гладіатора, який імітував грецького гопліта. Його назва походить грецького ὁπλομάχος («озброєний боєць» або «воїн з гоплоном»).